# Oost-Pruisisch voetbalkampioenschap 1919/20
In 1919/20 werd het vijfde Oost-Pruisisch voetbalkampioenschap gespeeld, dat georganiseerd werd door de Baltische voetbalbond.
Prussia-Samland werd kampioen en plaatste zich voor de Baltische eindronde. Hier werd de club laatste en was bijgevolg uitgeschakeld voor de eindronde om de Duitse landstitel.

## Reguliere competitie

### Bezirksliga Königsberg
De eindstand is niet meer bekend.
| Plaats | Club                          | Wed. | W | G | V | Saldo | Ptn. |
| ------ | ----------------------------- | ---- | - | - | - | ----- | ---- |
| 1.     | SV Prussia-Samland Königsberg |      |   |   |   |       |      |
| 2.     | VfB Königsberg                |      |   |   |   |       |      |
| 3.     | SpVgg ASCO Königsberg         |      |   |   |   |       |      |
| 4.     | SC Preußen 05 Königsberg      |      |   |   |   |       |      |
| 5.     | VfR Königsberg                |      |   |   |   |       |      |
| 6.     | MTV Ponarth                   |      |   |   |   |       |      |

|  | Kampioen, geplaatst voor eindronde |
|  | Degradatie                         |

### Bezirksliga Nord
Uit de Bezirksliga Nord is enkel kampioen SC Lituania Tilsit bekend.

### Bezirksliga Ost
Uit de Bezirksliga Ost is enkel kampioen Masovia Lyck en verdere deelnemers FC Preußen Gumbinnen en SV Insterburg bekend.

### Bezirksliga Süd
Uit de Bezirksliga Süd is enkel kampioen Osteroder SC 1908 bekend.

## Eindronde

### Halve Finale
| Team 1                        | Uitslag | Team 2             |
| ----------------------------- | ------- | ------------------ |
| SV Prussia-Samland Königsberg | 12:1    | SC Lituania Tilsit |
| Masovia Lyck                  | Forfait | SC Osterode        |

### Finale
| Team 1                        | Uitslag | Team 2       |
| ----------------------------- | ------- | ------------ |
| SV Prussia-Samland Königsberg | 8:0     | Masovia Lyck |